# Fortunato Vinaccesi
Fortunato Nicola Vinaccesi (Offlaga, 9 settembre 1631 – Brescia, 25 novembre 1713) fu un erudito celebre per la sua grande conoscenza di diverse lingue straniere, la costruzione di congegni ottici quali cannocchiali, che lo fecero giudicare dal Cozzando, altro studioso dell'epoca il massimo esperto “di arte dioptrica”.
Vinaccesi fu rinomato anche per la passione per i libri, di cui fu inoltre editore e rivenditore; come giornalista fu corrispondente del Giornale dei letterati di Modena. Viaggiò molto in Europa, soprattutto nei Paesi Bassi, grazie anche all'agiatezza permessagli dalle proprietà di famiglia, non nobile ma particolarmente attiva nel mondo mercantile. Seppe coltivare una vasta cerchia di amicizie che comprendeva personaggi quali il Mabillon, come messo in luce dallo storico locale Vittorio Nichilo, tanto nella propria città quanto all'estero, grazie alla sua cortesia e alla poliedricità dei suoi interessi, tipica quest'ultima degli intellettuali del periodo barocco. Tra i suoi maggiori estimatori ed amici Giulio Antonio Averoldi, forse il più celebre tra gli intellettuali bresciani dell'epoca. Questi l'aveva definito, nelle sue Scelte pitture, “un Briareo se non di braccia almen di lingue forestiere e scelte erudizioni”. Sarà l'Averoldi poi a dare notizia della scomparsa di Vinaccesi al Giornale dei Letterati Italiani diretto da Apostolo Zeno. In città animò un suo salotto culturale. Fu lo zio del più celebre musicista Benedetto Vinaccesi e del poeta satirico Bartolomeo Dotti. Curò l'edizione delle Memorie bresciane, celebre opera di Ottavio Rossi. Tanto amore per i libri non corrispose però a fortuna editoriale: la riedizione di questo volume fu funestata infatti da una serie di errori di cui si sentì in dovere di scusarsi anche il tipografo Gromi. Vinaccesi fu inoltre un valente amatore di pittura, come si sarebbe detto all'epoca, coltivando l'amicizia con diversi artisti. 
Si deve alla famiglia Vinaccesi la pala d'altare dedicata ai Santi Nicola da Tolentino, Faustino e Giovita, opera di Giuseppe Nuvolone, posta nel Duomo nuovo di Brescia. Nella natia Offlaga una cascina porta ancora il ricordo della famiglia di questo studioso nel nome: la cascina Vinaccesa.